# Cashion
Cashion – miasto w Stanach Zjednoczonych, w stanie Oklahoma, w hrabstwie Kingfisher.